# Oleksiy Prygorov
Oleksiy Prygorov (Kharkiv, 25 de junho de 1987) é um saltador ucraniano. Especialista no trampolim, medalhista olímpica 

## Carreira
Oleksiy Prygorov representou seu país nos Jogos Olímpicos de Verão de 2008 e 2012, na qual conquistou uma medalha de bronze, no trampolim sincronizado com Illya Kvasha em Pequim 2008 